# Darya Pchelnik
Darya Pchelnik (née le 20 décembre 1981 à Hrodna) est une athlète biélorusse, spécialiste du lancer de marteau.
Elle établit sa meilleure marque en juin 2008 à Minsk avec 76,33 m, peu avant de remporter la médaille de bronze lors des Jeux olympiques de 2008 à Pékin. Néanmoins, à la suite de faits de dopage avérés, le CIO annonce sa disqualification de l'épreuve olympique le 12 janvier 2017. Elle perd ainsi sa troisième place au profit de la française Manuela Montebrun.